# 미케네 문명

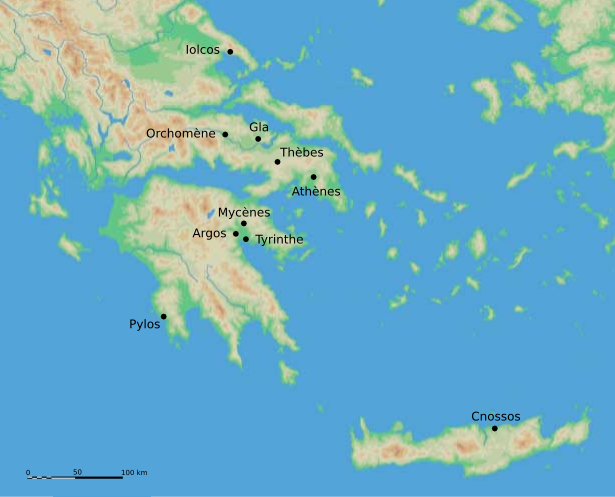
미케네 문명의 주요 지역

뮈케나이 문명 또는 미케네 문명은 고대 그리스의 청동기 시대 중 마지막 단계에 해당하는 문명으로, 기원전 약 1750년부터 1050년까지 존속되었다. 본토 그리스에서 최초로 궁전 국가, 도시 조직, 예술 작품, 문자 체계를 갖춘 고도로 발달한 독자적인 문명이다. 미케네인들은 본토 그리스인으로, 크레타섬의 미노스 문명 및 지중해 지역의 다른 문화들과의 접촉을 통해 자극을 받아 보다 정교한 사회·정치 문화를 발전시킨 것으로 보인다.
미케네 문명의 중심지는 펠로폰네소스반도에 있는 북동부 아르골리스의 미케네로, 문명의 이름 역시 도시의 이름을 따서 명명된 것이다. 그 외에도 아테나이, 필로스, 테바이, 티린스도 주요 도시였다. 미케네인의 정착지는 에피로스, 마케도니아, 에게해의 여러 섬들, 아나톨리아 남서부 해안, 키프로스 등지에서도 발견되며, 미케네의 영향을 받은 정착지는 레반트와 이탈리아에서도 나타났다.
미케네인은 공학, 건축, 군사 기반 시설 등의 분야에 혁신을 이루어 냈다. 특히 광범위한 지중해 무역은 미케네 경제에서 필수적인 역할을 하였다. 미케네 문명의 음절문자 체계인 선형문자 B는 그리스어를 표현하기 위한 가장 초기의 문자 기록이다. 미케네 시대의 종교에는 후대 올림포스 신들중 몇몇이 이미 포함되어 있었다. 미케네 문명은 전사 계급이 지배하는 사회였으며, 궁전을 중심으로 한 국가들이 엄격한 계층적, 정치적, 사회적, 경제적 체계를 형성하였다. 이 사회의 정점에는 "아낙스"라 불리는 왕이 군림하였다.
미케네 그리스는 동지중해 청동기 문화의 붕괴와 함께 몰락하였으며, 이후 그리스 암흑기가 이어졌다. 이 시기는 기록이 거의 남아 있지 않은 과도기적 시기로, 궁전 중심 체제에서 탈중앙화된 사회·경제 구조로 전환되었으며 철기가 보급되었다. 미케네 문명의 붕괴 원인에 대해서는 여러 가설이 제기되었으며, 대표적으로 도리아인의 침입 또는 "바다 민족"과 관련된 활동이 있다. 이 외에도 자연재해 및 기후 변화 등의 요인도 가능성 있는 원인으로 제시되었다. 미케네 시대는 후대 고대 그리스 문학과 신화에서 중요한 배경이 되었으며, 특히 트로이 전쟁 서사시환과 같은 이야기의 역사적 무대로 자리 잡았다.

## 시대 구분

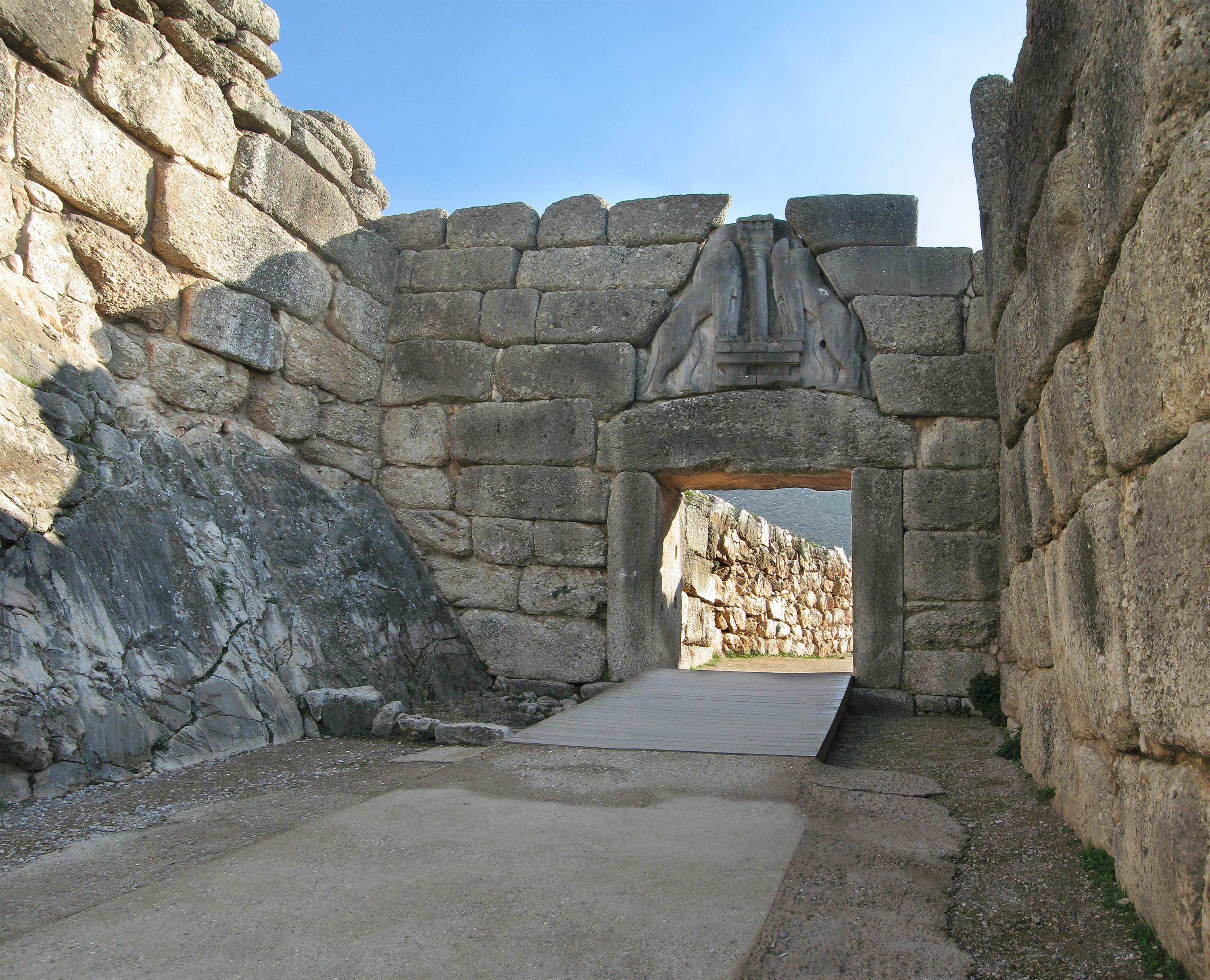
미케네의 사자문

그리스 본토의 청동기 시대는 현대 고고학자들에 의해 "헬라딕 시대(Helladic period)"로 명명되었으며, 이는 그리스어로 그리스를 의미하는 헬라스에서 유래하였다. 이 시기는 크게 세 개의 하위 시기로 구분된다.
- 초기 헬라딕(Early Helladic, EH) 시대 (기원전 3200경~2000년)[13]: 금속 사용이 확산되고 기술, 경제, 사회 조직이 성장하면서 번영을 이룬 시기였다.
- 중기 헬라딕(Middle Helladic, MH) 시대 (기원전 2000경~1700/1675년)[14]: 발전 속도가 상대적으로 둔화되었으며, 메가론 형태의 거주지와 석곽묘(cist grave) 장례 문화가 등장하였다.[15]
- 후기 헬라딕(Late Helladic, LH) 시대 (기원전 1700/1675 ~ 1050년): 후기 헬라딕 시대와 중기 헬라딕 III기(기원전 1750경 ~ 1675년)는 대체로 미케네 문명의 시기와 겹친다.[14]

후기 헬라딕 시대는 미케네 문명의 중기와 후기와 겹친다. 구체적으로 후기 헬라딕 I기 및 II기(기원전 1700/1675~1420년)는 미케네 문명의 중기와 겹치고, III기(기원전 1420 ~ 1050년)는 미케네 문명의 확장과 쇠퇴기와 각각 겹친다. 청동기 시대에서 철기 시대로 넘어가는 과도기(기원전 1050 ~ 1000년)는 "하(下)미케네 (Sub-Mycenaean)" 시기로 분류된다.
2021년에는 중기 헬라딕 III기(기원전 1750경~1675년)를 펠로폰네소스에서 미케네 문화가 시작된 시점으로 보고, 미케네 문명을 세 개의 문화 시기로 구분하였는데, 표로 정리하면 다음과 같다.
| 도기 편년               | 연대 (기원전)       |
| ----------------------- | ------------------- |
| 중기 헬라딕 III (MHIII) | 1750/1720–1700/1675 |
| 후기 헬라딕 I (LHI)     | 1700/1675–1635/1600 |
| 후기 헬라딕 IIA (LHIIA) | 1635/1600–1480/1470 |
| 후기 헬라딕 IIB (LHIIB) | 1480/1470–1420/1410 |

| 도기 편년                   | 연대 (기원전)       |
| --------------------------- | ------------------- |
| 후기 헬라딕 IIIA1 (LHIIIA1) | 1420/1410–1390/1370 |
| 후기 헬라딕 IIIA2 (LHIIIA2) | 1390/1370–1330/1315 |
| 후기 헬라딕 IIIB (LHIIIB)   | 1330/1315–1210/1200 |

| 도기 편년               | 연대 (기원전)       |
| ----------------------- | ------------------- |
| 후기 헬라딕 IIIC (초기) | 1210/1200–1170/1160 |
| 후기 헬라딕 IIIC (중기) | 1170/1160–1100      |
| 후기 헬라딕 IIIC (말기) | 1100–1070/1040      |

## 설명

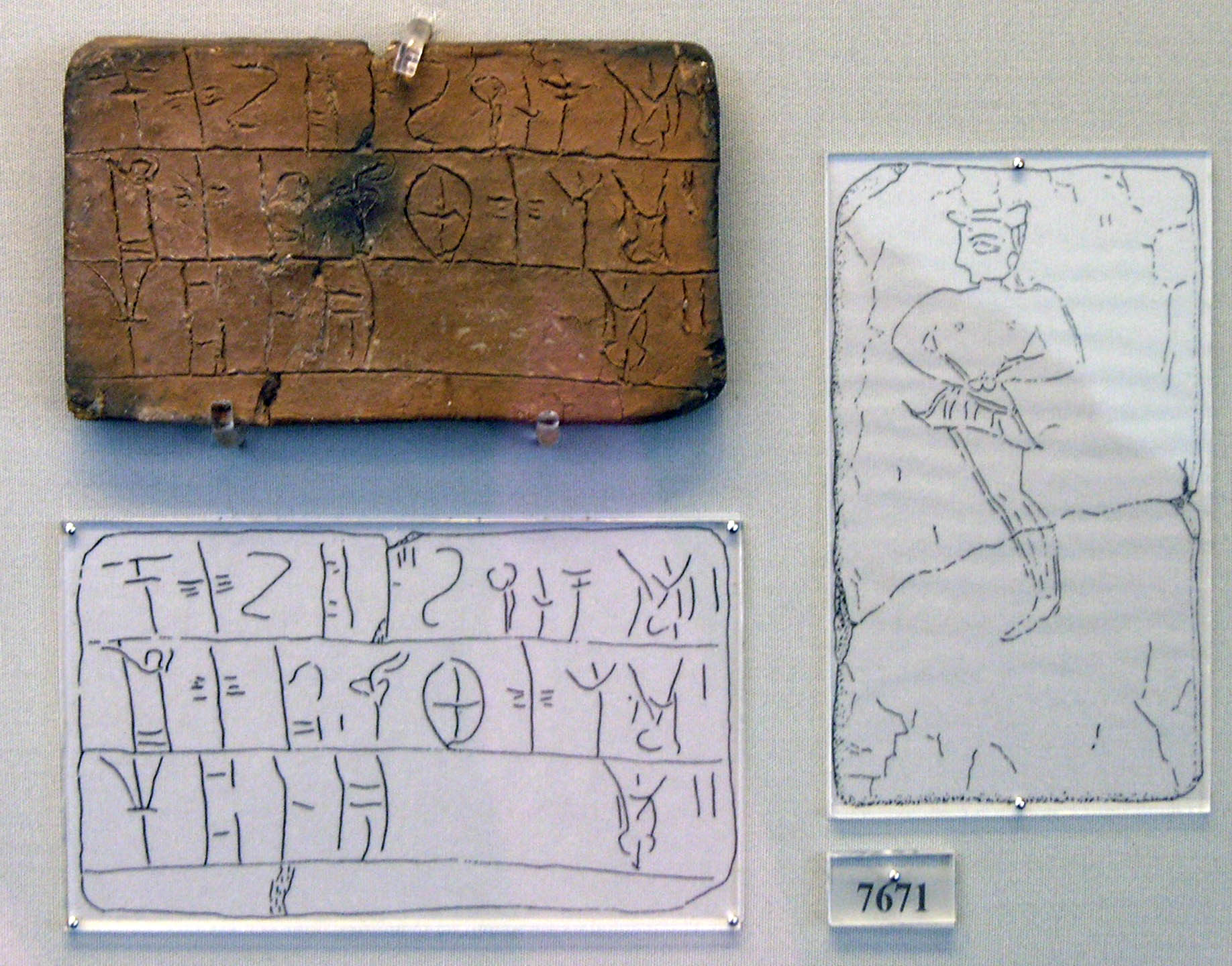
선형문자 B의 예

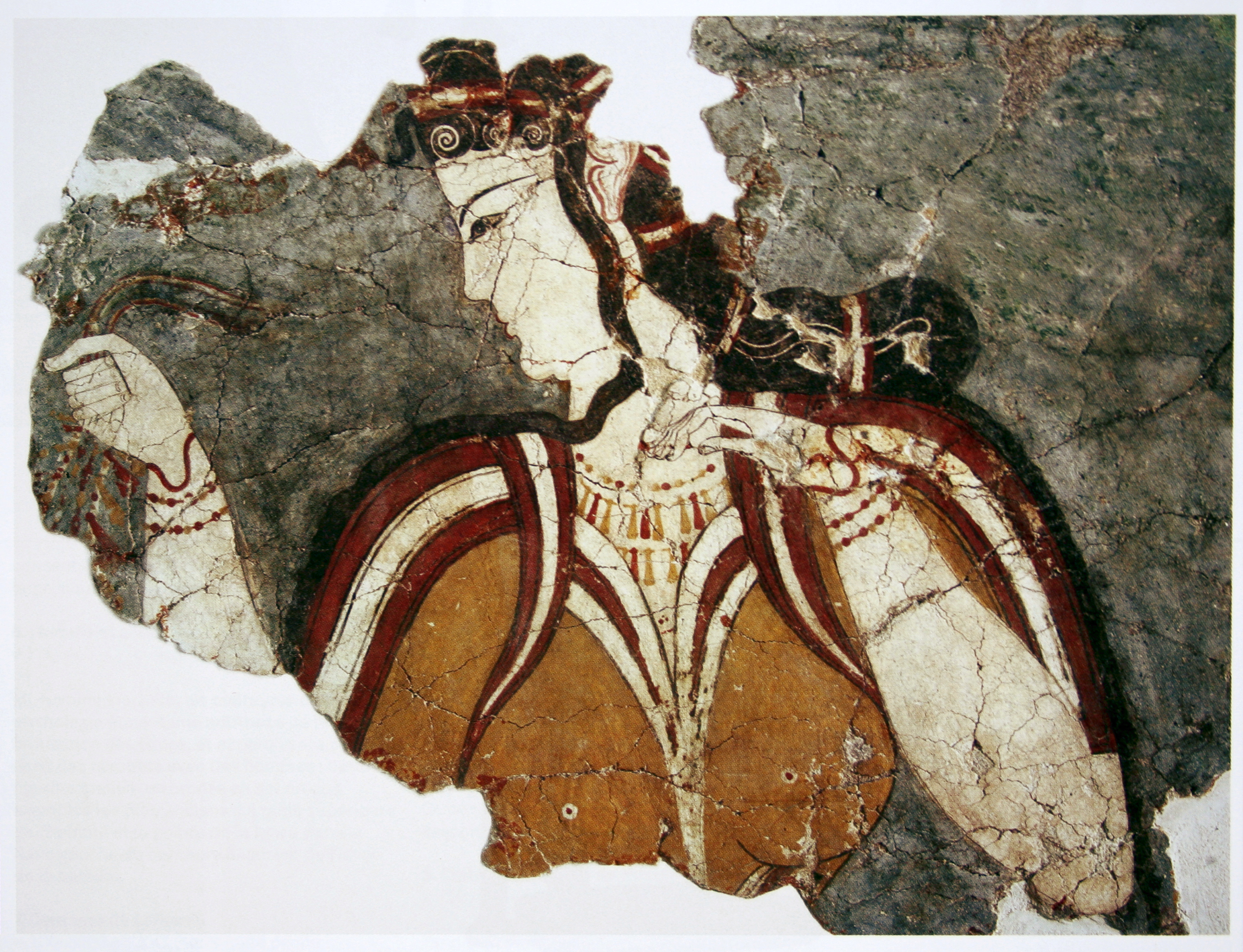
미케네의 프레스코

미케네 문명은 헬라도스 문화(Helladic culture)가 미노스 문명의 영향으로 발달하던 3700년 전부터 동부 지중해에서 청동기 문명이 쇠퇴하던 3200년 전까지 번성했다. 미케네의 멸망은 흔히 도리아인의 침략 때문이라고 보는데, 그 밖에 화산 분화로 인한 자연 재해나 기후 변화 같은 가설도 제기되고 있다.
미케네 문명의 주요 도시는 아르골리스의 미케네와 티린스, 메세니아의 필로스, 아티카의 아테네, 보이오티아의 테베와 오르코메노스, 테살리아의 이올코스이다. 크레타에서 미케네인들은 크노소스를 정복했다. 또 전형적 가내 성소의 형태인 레르나 신앙 같은 의식이 치러진 지역도 있는데, 미케네인들은 일반적인 형태의 신전 건물을 건설하지 않았다. 미케네의 취락은 에페이로스, 마케도니아, 에게해의 섬들, 소아시아 해안, 키프로스에서도 찾아볼 수 있다. 선형문자 B로 비문이 쓰인 미케네의 유물은 심지어 독일에서도 발견되며, 조지아에서 미케네의 검이 발견되기도 했다.
미케네 문명은 귀족 전사 계급이 통치했다. 약 3500년 전에 미케네인들은 미노스 문명의 크레타 섬까지 진출했으며, 미노스 문자(선형문자 A)를 받아들여 선형문자 B로 발전시켰다.
미케네인들은 미노스인들을 패배시켰을 뿐 아니라, 그리스 전설에 따르면 미케네의 강력한 적수였던 도시국가 트로이아를 두 번이나 패퇴시켰다고 한다. 이 멸망의 증거는 호메로스의 일리아스나 그 밖에 신화에 경도된 사료에서만 찾아볼 수 있기 때문에, 미케네와 트로이아 전쟁이 실제로 일어났는지는 확실하지 않다. 1876년 독일 고고학자 하인리히 슐리만은 소아시아(터키) 서부 히살리크에서 유적을 발굴하고, 이 지역을 트로이아라고 주장했다. 이 유적은 트로이아에 대한 호메로스의 기록과 일치하지 않는다고 주장하는 사람도 많지만, 이에 동의하지 않는 사람도 있다.
미케네 귀족들은 아치형으로 된 높은 천장에 크고 둥근 매장실이 있고, 돌로 만든 직선 통로가 있는 벌집 무덤(tholoi)에 매장됐다. 미케네인들은 이런 무덤에 망자와 함께 검과 같은 여러 무구들을 함께 묻었다. 귀족들은 황금 가면, 관, 갑주, 보석 박힌 무기 등도 부장품으로 묻었다. 망자는 호메로스의 서사시에 나오는 아킬레우스나 파트로클로스처럼 화장되어 철기 시대식으로 황금 항아리에 담긴 것이 아니라 앉은 자세로 묻혔다. 미라로 매장된 귀족 무덤도 있다.
사제 계급은 존재하지 않았다. 도장, 반지, 이들의 몸짓을 묘사한 봉납한 조상(彫像)을 통해 신과 숭배자가 있었음을 알 수 있는데, 조상을 보면 숭배자들은 팔을 접거나 오른팔을 들거나 한 손을 이마에 얹는 자세를 취하고 있다. 신은 예수가 나타날 때 취하는 자세처럼 두 손을 들거나 팔을 뻗어 무언가를 주거나 받는 모양이다. 미케네의 범신전에는 필로스와 미케네 시대의 크노소스에서 나온 선형문자 B 비문이 모여 있다. 몇몇 신의 이름은 올림포스의 신에서도 찾아볼 수 있는데, 알 수 없는 것도 많이 있다. 가령, 아레스 신은 별명인 에니알리오스(Enyalios)로 나온다. 아폴론은 크노소스에서 "PA-JA-WO"(Paian)이라고 나온다. 더 유명한 것으로는 "A-TA-NA PO-TI-NI-JA"(Athena Potnia, 여신 아테나), "E-RE-U-TI-JA"(Eileithyia, 나중에는 그저 출산 때 숭배되던 신이 되었다), 디오뉘소스, 포세이돈도 있다. 포세이돈의 경우 이미 "지구를 뒤흔드는 신"으로 알려져 있었으며, 고전기 그리스에는 전하지 않는 배우자 포세이다(Poseida)와 함께 등장하기도 한다. 필로스에서는 데메테르와 페르세포네로 보이는 두 여신이 함께 등장하기도 한다. 복수의 여신 에리니에스도 등장한다.
미케네의 궁정 프레스코화도 발견됐다. 특히 필로스, 미케네, 오르코메노스, 테바이, 티린스가 유명하며, 궁정이 아닌 개인 소유의 것도 일부 있다. 초기 프레스코 장식은 LH IIA 시기(약 3500년 전)의 것이다. 키클라데스의 영향을 받은 것과 미노아에서 직접 유래된 것 모두 미노아 전통을 고수하고 있으며, 경우에 따라 장식을 줄이고 자신들 지역에 맞는 주제로 꾸민 것도 있다. 가령, 알현실 안에 사자나 날개 없는 그리핀을 두거나, 복도에 조상을 줄지어 놓거나 하는 식이다. 미노아식 동물 장식과 달리, 미케네는 자연에 대해서도 동물을 묘사할 때 오직 인간에 중점을 두거나 사냥물로만 나타나고 있다. 황소가 뛰는 프레스코판은 미케네와 티린스에서 발견된다.

청동기 시대 붕괴기(Bronze Age collapse: 1206~1150 BC)의 고대 근동과 고대 그리스

미케네 문명은 기원전 1150년 무렵에 멸망한다. 수많은 도시가 약탈되고 학살의 흔적이 있었다. 이후에 이 지역은 역사가들이 그리스 암흑기로 부르는 시대로 넘어가며, 일부 미케네인들은 아나톨리아, 다른 그리스 섬들 혹은 키프로스로 도주하기도 했다. 이 시기에 그리스 인구는 엄청난 감소를 겪었으며, 궁정과 관련된 제한적 문자도 사라지고 말았다. 역사가들은 전통적으로 이 쇠퇴의 원인을 외부나 다른 그리스인(이 지역 주민을 복속시켰다는 도리스인)의 침략 때문이라고 여겼다. 그러나 일련의 지진, 대규모 가뭄과 같은 자연 재해나 기후 변화와 같은 가설도 제기되고 있다.

## 미술

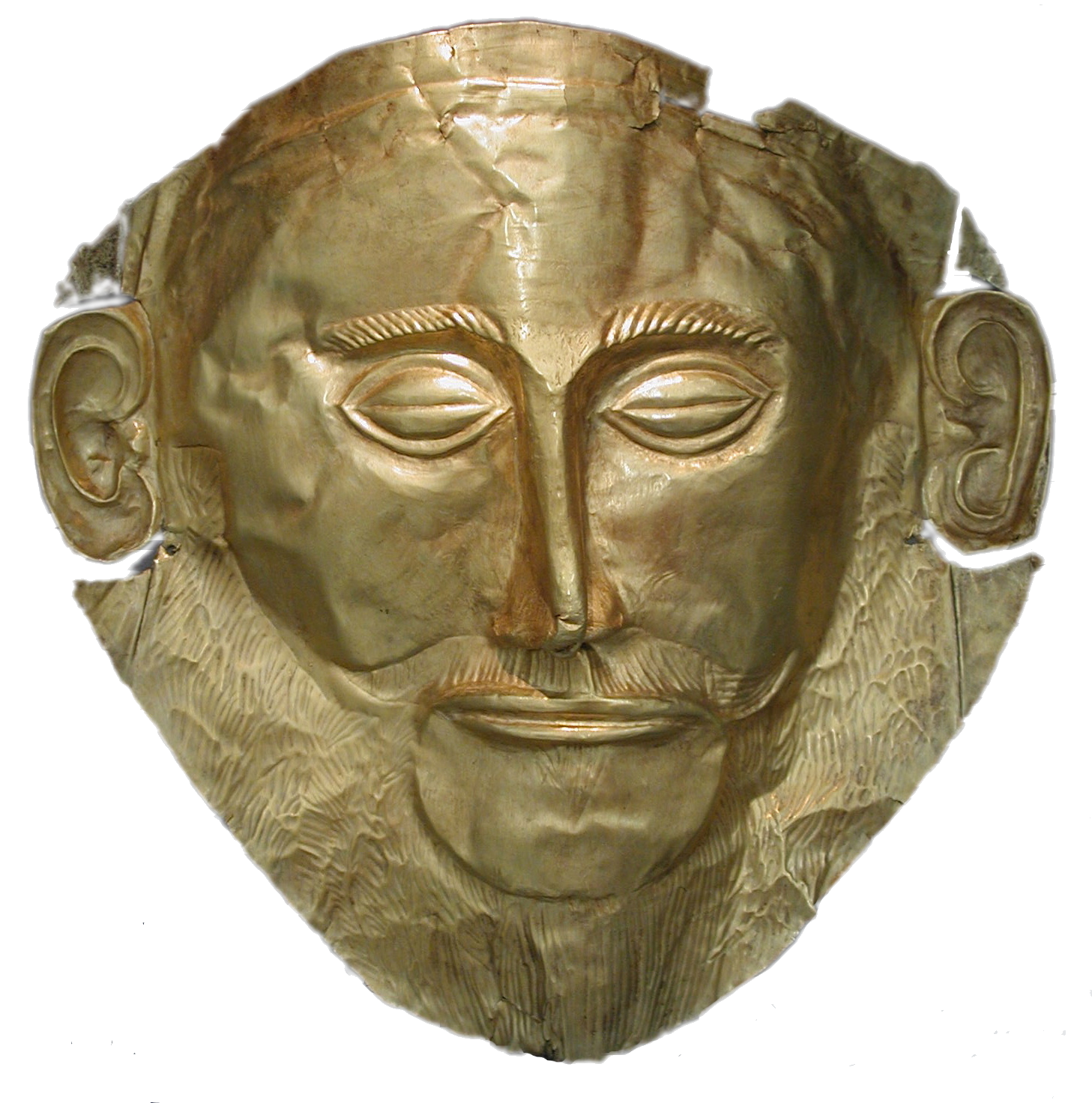
미케네의 장례 가면
하인리히 슐리만은 이것이 "아가멤논의 마스크"라고 주장했다.

크레타 문명과 달리 미케네의 경우는 전사(戰士)인 남자가 지배적이었다. 죽은 사람의 얼굴에 씌운 엷은 금판(金板)의 <마스크>(미케네의 수갱 분묘에서 발굴된 것, 3600년 전, 아테네국립미술관 소장)는 남자다운 전사의 얼굴을 꾸밈 없이 잘 묘사한 작품이다. 수염이 있는 이 얼굴은, 아직 예술적 숙련을 거치지 않은 조형(造形)의 경직성을 보여주나, 그 표정에는 의지의 강인성, 끈기, 결단력이 반영되어 있다. 마스크는 고대 예술이 대개 그렇듯, 장례를 위해 만들어진 것이다. 그것은 죽은 사람의 입을 다물게 하여 혼이 도망가지 못하도록 한 것이라고 한다. 더구나 매장된 죽은 사람의 몸을 보존하고 그 모습을 영속화하기 위한 것이었다. 얼굴을 사실적으로 충실히 나타낸 것은 그 때문이다.
미케네 예술의 특색은 특히 건축에 나타나 있다. 미케네 궁전은 크레타 궁전과 달리 관(館)이 아니고 언덕 위에 쌓아 올린 거대한 성이다. 미케네나 티린스의 산성이 대표적인 예다. 미케네에는 '사자문'이라고 불리는 성문이 남아 있다. 그 구조를 보면, 한 쌍의 통돌에 문중방(門中枋)을 얹고, 그 위에 두 마리 사자를 부조한 삼각형의 커다란 석판이 얹혀 있다. 이 사자문의 안쪽 오른쪽에 있는 수갱분묘 다섯 기 속에서 슐리만은 무수한 재보를 발견했다.
성 입구에서 차례로 통로를 더듬어 궁전 깊숙한 곳에 들어가면, 귀중품의 배치나 구조에서 미케네인 고유의 풍습이 나타난다. 가장 특색이 있는 것은, 앞뜰을 가진 메가론(megaron)을 채용한 것이다. 확실히 이 메가론은 미케네 문명의 소유자가 인도유럽어족임을 말해 주고 있다. 메가론은 그리스어로 '넓은 방'이란 뜻이고, 본래 원시 그리스의 주거 형태였다. 소위 '남자의 크고 넓은 방'의 평면도는 안으로 깊이 들어가는 장방형으로서 현관 다음에 전실이 있고, 그 뒤에 커다란 주실(主室)의 있다. 주실 중앙에는 난로가 비치돼 있다.
미케네 궁전은, 이와 같이 거주 건축의 근본 형식에서, 그리스적 특징을 나타낸다. 그러나 일반적으로 보면, 여기에서도 크레타 미술에서 강한 영향을 받았다. 특히 건축의 세부나 내부 장비는 크레타 미술을 모방한 점이 많다. 그들은 기분이 좋은 거실이나 욕탕의 설비를 갖추고, 그들은 넓은 방을 좋아하는 벽화로 장식했다. 그런 경우, 회화에서 미케네의 요소와 크레타의 요소가 결합했다고 하겠다. 이러한 벽화의 한 예는 티린스의 성을 장식한 프레스코의 단편인 <멧돼지 사냥>(아테네 국립미술관 소장)이다. 얼핏 보아 크레타풍이라고 판단되는 동물이 경묘한 필치로 벽면에 그려져 있다. 그러나 이 프레스코를 주의 깊게 살펴보면, 얼핏 본 유사성에도 크레타 양식과 다른 점을 발견할 수 있다. 멧돼지에게 덤벼들고 있는 개를 보면 한 마리 개가 멧돼지 등에 뛰어들어 물어뜯고 있다. 크레타 미술에서는 모두가 특수한 의도라는 것을 갖지 않아서 여유가 있고 옹색하지 않는 취향을 보여 주고 있다. 그런데 여기에서는 개들이 멧돼지를 유일한 목표로 쫓고 있는 식으로, 그림 전체가 한 방향을 취하고 있다. 이와 같이 미케네 미술은 크레타인의 유화(柔和)하고 미려(美麗)한 예술을 그대로 받아들인 것만은 아니고, 아주 늠름한 것으로 양식화한 것이다.
미케네 외에 티린스나 오르코메노스 그 밖의 여러 곳에 산재하는 지하 묘실 건축도 미케네 문명의 한 특색이다. 이것은 언덕의 경사면이 낮은 곳에서부터 높은 쪽으로 긴 통로를 파내고, 그 막바지에 입구가 있어, 여기에서부터 지하의 원추형의 묘실로 통하도록 만든 것이다. 이 묘실의 입구는 각별히 아름답게 장식한 형적(形跡)이 있다. 덧붙인다면, 그리스 왕후들의 장례식에서는 개나 말 내지 노예까지도 공물로 도살하는 풍습이 있었다.

## 참고 문헌
- 이 문서에는 다음커뮤니케이션(현 카카오)에서 GFDL 또는 CC-SA 라이선스로 배포한 글로벌 세계대백과사전의 내용을 기초로 작성된 글이 포함되어 있습니다.